# 제13회 골든 글로브상
제13회 골든 글로브상은 1955년 상영된 영화 중 가장 뛰어난 영화를 수상하기 위해 1956년 2월에 열린 시상식이다. 미국,엠버서더 호텔/코코넛 그로브에서 개최되었다.

## 수상

### 세실 B. 데밀 상
- 잭 L. 워너 수상

### 작품상-드라마
- 에덴의 동쪽 - 엘리아 카잔 수상

### 여우주연상-드라마
- 장미 문신 - 안나 마냐니 수상

### 남우주연상-드라마
- 에덴의 동쪽 - 제임스 딘 수상
- 마티 - 어네스트 보그나인 수상

### 작품상-뮤지컬코미디
- 아가씨와 건달들 - 조셉 L. 맨키위즈 수상

### 여우주연상-뮤지컬코미디
- 아가씨와 건달들 - 진 시몬스 수상

### 남우주연상-뮤지컬코미디
- 7년만의 외출 - 톰 이웰 수상

### 여우조연상
- 장미 문신 - 마리사 파밴 수상

### 남우조연상
- 심판 - 아서 케네디 수상

### 외국어 영화상
- Dangerous Curves 수상
- Eyes of Children 수상
- 아이, 엄마, 그리고 장군 - Laszlo Benedek 수상
- 오데트 - 칼 테오도르 드레이어 수상
- 스텔라 - 마이클 카코야니스 수상

### 감독상
- 피크닉 - 조슈아 로간 수상